# مدوكتيك (نيو برونزويك)
مدوكتيك (بالإنجليزية: Meductic, New Brunswick)‏ هي قرية تقع في كندا في نيو برونزويك.